# Ivan Pešić (cầu thủ bóng đá, sinh 1989)
Ivan Pešić (Kirin Serbia: Иван Пешић, sinh 7 tháng 7 năm 1989) là một tiền vệ bóng đá Serbia thi đấu cho Mladost Lučani.

## Sự nghiệp ban đầu
Ivan Pešić sinh ra ở Čačak, SR Serbia. Anh bắt đầu sự nghiệp ở quê nhà Serbia thi đấu cho FK Dragačevo trước khi chuyển đến FK Mladost Lučani ở Jelen SuperLiga. Anh chuyển đến Beograd năm 2008 và thi đấu cùng với FK Bežanija. Năm 2011, anh chuyển đến Novi Pazar ở SuperLiga, ra mắt trong trận gặp FK Vojvodina.

## Danh hiệu
Mladost Lučani
- Hạng nhất Serbia: 2013-14